# Emil Bemström
Emil Bemström (Nyköping, Suecia, 1 de junio de 1999) es un jugador profesional sueco de hockey sobre hielo que se desempeña en la posición de extremo derecho en Columbus Blue Jackets, equipo de la National Hockey League (NHL).

## Carrera
Fue seleccionado en la cuarta ronda en la NHL Entry Draft de 2017. En 2019 hizo su debut profesional con el equipo Columbus Blue Jackets, donde lleva jugando cinco temporadas.
El 22 de febrero de 2024 es adquirido por los Pittsburgh Penguins a cambio de Alex Nylander.